# Timothy Barnes
Timothy David Barnes (Yorkshire, 13 marzo 1942) è uno storico britannico.

## Biografia
Timothy Barnes è nato nello Yorkshire il 13 marzo 1942. Ha studiato alla Queen Elizabeth Grammar School di Wakefield fino al 1960, passando poi al Balliol College di Oxford, dove ha studiato Literae Humaniores e ha conseguito il Bachelor of Arts nel 1964 e il Master of Arts nel 1967. Conseguì il dottorato di ricerca nel 1970. Nel 1974 l'Università di Oxford gli conferì il Conington Prize.
Dopo aver conseguito il dottorato fu nominato assistente professore di studi classici presso l'University College dell'Università di Toronto e nel 1972 fu nominato professore associato. Nel 1976 divenne professore di Lettere Classiche, incarico che mantenne per trentuno anni fino al suo pensionamento nel 2007. Nel 1989 è stato eletto Fellow del Trinity College di Toronto. Ha tenuto le Townsend Lectures all'Università Cornell nel 1994.
Nel 1982 gli sono stati assegnati il Philip Schaff Prize dall'American Society of Church History e il Charles Goodwin Award of Merit dall'American Philological Association. Nel 1985 è stato eletto Fellow della Royal Society of Canada e nel 2009 Membro Straniero della Società Finlandese di Scienze e Lettere.
Nel dicembre 2007 si ritirò ufficialmente dall'Università di Toronto e ritornò nel Regno Unito. Attualmente è membro onorario della School of Divinity dell'Università di Edimburgo, e collabora con il Centre for the Study of Christian Origins.
La maggior parte delle opere di Barnes riguarda il ruolo del cristianesimo nel tardo impero romano. Molti dei suoi articoli hanno messo in discussione le cronologie tradizionali ed esplorato le implicazioni di nuove datazioni.

## Opere
- Tertullian: a historical and literary study, Oxford Clarendon Press, 1971, OCLC 265040582.
- The sources of the Historia Augusta, Latomus, 1978, ISBN 978-2-87031-005-2.
- Constantine and Eusebius, Harvard University Press, 1981, ISBN 978-0-674-16531-1.
- The new empire of Diocletian and Constantine, London, 1982, ISBN 0-7837-2221-4.
- Early Christianity and the Roman Empire, CS 207, Variorum Reprints, 1984, ISBN 978-0-86078-155-4, OCLC 251547581.
- Athanasius and Constantius: theology and politics in the Constantinian empire, Harvard University Press, 1993, ISBN 978-0-674-00549-5.
- From Eusebius to Augustine: selected papers 1982–1993, Collected studies series, 438, Aldershot Variorum, 1994, ISBN 978-0-86078-397-8, OCLC 260175509.
- Ammianus Marcellinus and the representation of historical reality, Cornell studies in classical philology, v. 56, Cornell University Press, 1998, ISBN 978-0-8014-3526-3.

| Controllo di autorità | VIAF (EN) 108823767 · ISNI (EN) 0000 0001 1032 2802 · SBN CFIV050066 · BAV 495/157771 · LCCN (EN) n81042297 · GND (DE) 11520783X · BNE (ES) XX1119442 (data) · BNF (FR) cb12035597v (data) · J9U (EN, HE) 987007258264505171 · NSK (HR) 000321016 · CONOR.SI (SL) 35969123 |